# سفارت هند در واشینگتن
سفارت هند در واشینگتن (به انگلیسی: Embassy of India) یک سفارت در ایالات متحده آمریکا است که در واشینگتن، دی.سی. واقع شده‌است.